# 伏牛戳花介
伏牛戳花介（学名：Stigmatoeythere berberovulgaris）为粗面介科戳花介屬下的一个种。